# Ranspach
Ranspach (en alsacià Rànschbàch) és un municipi francès, situat a la regió del Gran Est, al departament de l'Alt Rin. L'any 1999 tenia 893 habitants.

## Demografia
| 1962  | 1968 | 1975 | 1982 | 1990 | 1999 |
| ----- | ---- | ---- | ---- | ---- | ---- |
| 1.084 | 964  | 885  | 844  | 907  | 893  |

## Administració
| Període | Identitat      | Partit |
| ------- | -------------- | ------ |
| 2001-   | Raymond Haller |        |

## Personatges il·lustres
- Charles Kuentz (1897-2005), soldat que va combatre a la Primera Guerra Mundial amb uniforme alemany i a la Segona Guerra Mundial amb uniforme francès.